# Konopni prijenos
Konopni prijenos ili užni prijenos kao bitne dijelove mehaničkog prijenosa imaju dva kola i gibljivi dio koji prenosi snagu s jednoga na drugo kolo. Za gibljivi dio ovih prijenosa služe konopi od prirodnog ili umjetnog vlakna i čelična užad, pa se, već prema tome, govori o konopnom ili užnom prijenosu. Također, već prema tome, i kola ovih prijenosa nazivaju se konopnicama, ili užnicama. Slično kao i kod remenica prijenosa klinastim remenjem i vijenci konopnica i užnica imaju žlijebove prilagođene obliku gibljivog dijela.
U usporedbi s remenjem gibljivi dijelovi ovih prijenosa općenito su manje savitljivi. Zbog toga promjeri njihovih kola moraju biti razmjerno veliki (barem 800 mm). Iz istih razloga, kao i kod remenskog prijenosa, i kod konopnog i užnog prijenosa vučni krak mora se nalaziti ispod slobodnog. Osni razmaci u kojima se može primijeniti konopni prijenos s gibljivim dijelom od običnih materijala jesu od 6 do 12 m, najmanji osni razmaci za prijenos čeličnom užadi od 15 do 25 m, a najveći dosežu do 150 m. Provjes gibljivih dijelova ovih prijenosa zahtijeva podupiranje potpornim točkovima svakog konopa, odnosno užeta dužeg od 20 do 25 m. 
Najveći prijenosni omjer ovih prijenosa obično ne prelaze 3; njihove su obodne brzine od 15 do 30 m/s, a stupanj korisnog djelovanja od 0,96 do 0,98.

## Naprezanja i proračun konopnih i užnih prijenosa
Teorijska izlaganja u vezi s prijenosima plosnatim remenjem vrijede i za konopni i užni prijenos. Jednako kao i kod prijenosa klinastim remenjem, osnovna veličina proračuna, koeficijent trenja μ’, ovdje također zavisi od kuta kojega zatvaraju bočne površine žljebova na vijencima konopnica i užnica. Računajući po sličnoj jednadžbi, dobije se pri uobičajenoj veličini tog kuta od 45°, omjer μ’ = 1,4∙μ, što znači da je koeficijent trenja u ovim prijenosima nešto veći (oko 40%) od koeficijenta trenja u prijenosima plosnatim remenjem. 

## Oblici, materijali i održavanje
Konopnice i užnice obično se izrađuju od sivog lijeva prikladne čvrstoće, a za veće snage i brzine od čeličnog lijeva. Osim toga, danas se sve češće izrađuju užnice zavarivanjem različitih čeličnih profila.
Žljebovi vijenaca konopnica i užnica moraju biti fino istokareni; ponekad se izrađuju i glodanjem. Da bi se izbjeglo štetno dodirivanje užeta s bočnim stranama užnica, polumjer zakrivljenosti žljebova užnica mora biti nešto veći od polumjera presjeka užeta. Da bi se povećalo trenje između užeta i površine žlijeba užnica, njegovo dno oblaže se podlogom od plastičnih masa, tvrdog drva ili kože. Koža se pokazala najprikladnijim materijalom za tu svrhu i čuva uže od trošenja.

### Konop
Konop se obično sastoji od 3 ili više međusobno uvijenih ili isprepletenih strukova; strukovi su uvijeni od debelih niti, a ove od upletenih vlakana. Obični konopi proizvode se od vlakana konoplje (manilske, talijanske, badenske konoplje) ili jute, a konopi bolje kvalitete od vlakana pamuka. Pamučni konopi savitljiviji su od konopljinih, pa promjeri njihovih konopnica smiju biti manji (do dvadeseterostruke debljine konopa). Osni razmak prijenosa od pamučnog konopa također može biti manji u usporedbi za konopljino uže (do 3 m). Pamučni konopi bolje prigušuju trzaje ali su skuplji od konopa izrađenih od konoplje ili jute. 
Stanje i trajnost konopa za konopni prijenos zavisni su od postupka s njime i njegovog održavanja. Najbolje je da se konopi prije upotrebe temeljito osuše i dobro istegnu, a poslije ugradnje (montaže) temeljito natope toplim lojem ili mineralnim uljem. Takvo natapanje treba ponavljati u pogonu približno svaka 3 mjeseca. Za povećanje otpornosti prema atmosferilijama konopi za konopni prijenos, koji rade na otvorenom, natapaju se katranom. Pri tome oni postaju i nešto jači, ali i nešto teži i manje savitljivi. Kad se s konopom ispravno postupa, njegova je trajnost za konopni prijenos oko 6 godina. 

### Čelična užad
Čelična užad za užni prijenos izrađuje se od žica od prvorazrednog tiganjskog čelika. Pojedine žice spletu se u pletenice s jezgrom od kudjelje. Veći broj takvih pletenica (od 6 do 20) uvije se zatim u spiralama međusobno obrnutog smjera oko jezgre od kudjelje. Kudjeljne jezgre čelične užadi za užni prijenos povećavaju njihov elasticitet, zbog čega se ona manje naprežu pri savijanju oko užnice. Za postizanje takvog učinka postoje i druge metode.
Da bi bila otpornija prema koroziji, čelična užad za užni prijenos izrađuje se od pocinčane žice. Za njihovo ispravno održavanje u pogonu potrebno ih je mazati kuhanim lanenim uljem, ili lojem barem jednom svakih 6 tjedana. 

## Prednosti, nedostaci i primjena
Glavne prednosti konopnih i užnih prijenosa jesu što mogu prenositi velike snage, što su jeftiniji od prijenosa plosnatim remenjem i što im je sigurnost pogona već, jer se pri tome nikad neće istovremeno prekinuti sva užad. Zbog toga ovi prijenosi mogu uspješno zamijeniti prijenose plosnatim remenjem u slučajevima, gdje bi, zbog velikih snaga koje treba prenositi, bilo potrebno vrlo široko remenje.  
Glavni nedostaci ovih prijenosa jesu njihova glomaznost i veliko opterećenje ležaja. 
Zbog svih tih svojstava danas se ovi prijenosi upotrebljavaju rijetko, uglavnom tamo gdje se radi o većim udaljenostima. Nekad su se upotrebljavali u pogonu velikih parnih pilana i paromlinova. Njihova suvremena primjena ograničena je uglavnom na vuču žičara, uspinjača, dizalica, uzvlaka, dizala (liftova) i slično.

## Slike
|                                           |                                  |                                 |                                                                               |
| Presjek žlijeba užnice s podlogom za uže. | Užni prijenos na hidroelektrani. | Parni stroj s užnim prijenosom. | Višestruki konopni prijenos pokreće pogonska vratila na svakom katu tvornice. |